# Альтушка

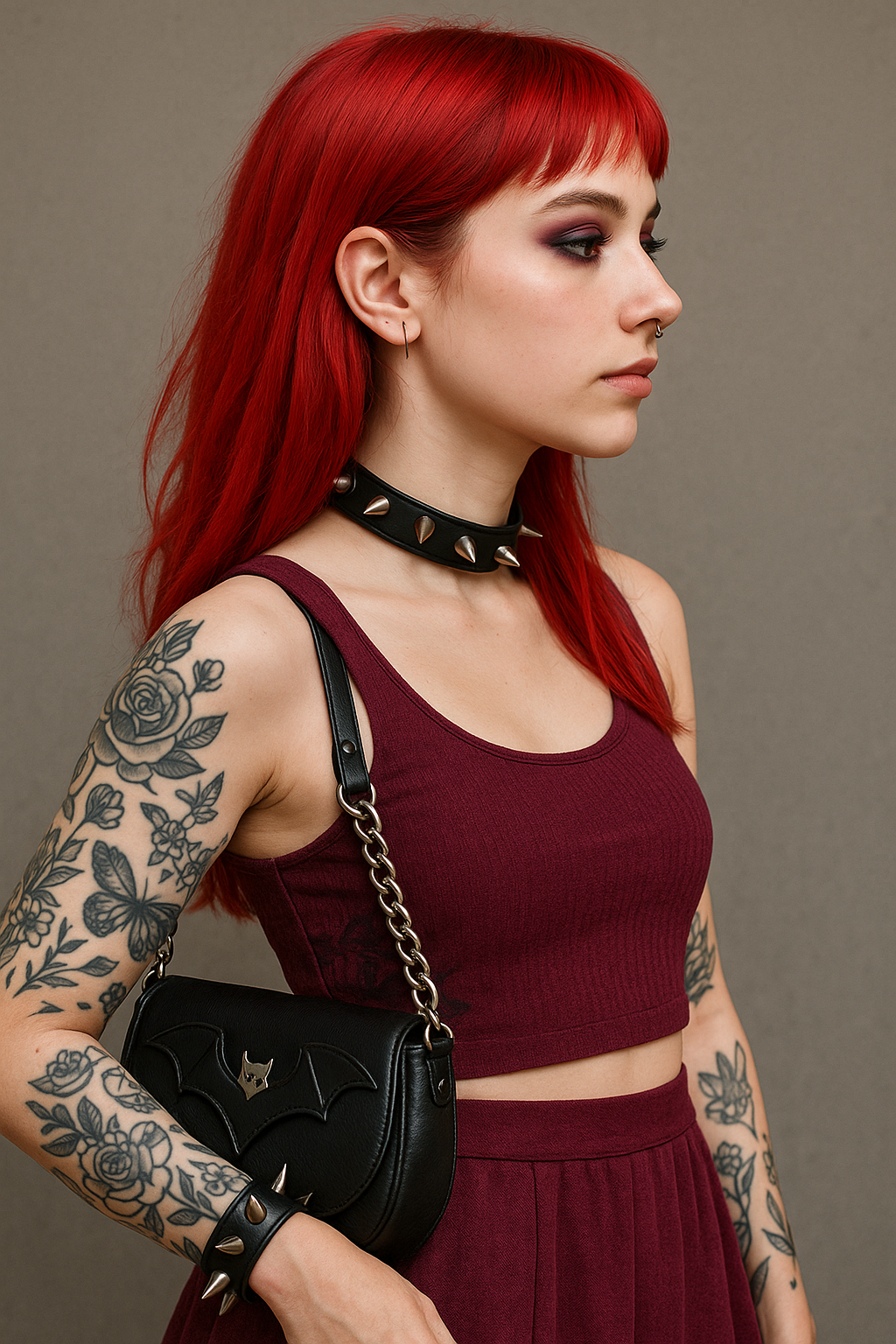
Пример представительницы alt-girl

Альту́шка (англ. alternative — «альтернативный, иной», рус. «альт + девушка») — мем, субкультура и сленговое слово в русскоязычном сегменте интернета, которым называют представительниц современной молодёжной альт-субкультуры, возникшей в 2020—2021 годах. Субкультура распространилась в TikTok и фандомах. Альтушка — молодая девушка, придерживающаяся альтернативной эстетики и субкультуры, выделяющаяся своим внешним видом — нестандартной или тёмной одеждой, причёской, ярко окрашенными волосами, макияжем и пирсингом.
Они используют смешение стилей, розовые, чёрные и готические элементы, школьную форму и поясные цепи. Имеют тату, предпочитают обильное использование тёмных теней, блёсток, аксессуаров, яркий маникюр и другие нестандартные элементы. Приверженцы данного сообщества часто комбинируют стили из других движений — готов, эмо, панков используют одежду, знаковую для других субкультур: кожаные куртки, декоративные хипстерские очки, свободные платья, топы с этническими рисунками, которые предпочитают носить хиппи.

## История
В англоязычном интернет-сленге понятие «alt-girl» сформировалось в конце 2010-х на стыке нескольких более ранних неформальных движений, таких как готики, эмо, панки и скейт-культура. В сленге слово «alt» стало универсальным прилагательным для обозначения «альтернативной» эстетики отличающейся от мейнстрима.
Согласно словарю Oxford Advanced Learner's Dictionary, слово «alt» означает «альтернативную версию чего-либо, предназначенную как вызов традиционной версии». Словарь Urban Dictionary описывает «alt-girl» как девушек, которые предпочитают альтернативную моду, слушают нестандартную музыку и обычно придерживаются левых взглядов.
Наибольшее распространение и образование alt-субкультура получила в 2020-х годах с появлением TikTok. Пользователи соцсети решили, что весь контент в ней делится на два противоположных направления: стрейт и альт. Такое разделение отражает культурные и эстетические особенности молодых людей с разными интересами. Хэштег #altfashion в TikTok собрал более 1,8 миллиарда просмотров за 2023 год.
В интернете слово «альтушка» имеет как положительное, так и негативное понятие. Пользователи Рунета называют «альтушками» импозантных девушек с незаурядной внешностью, также слово «альтушка» употребляют в отношении девушек, которые пытаются выделиться в обществе, но это приводит к избыточности в стиле и поведении.
В Рунете «альтушек» зачастую упоминают с целью высмеивания. Представителей движения «alt» критикуют за частую романтизацию ментальных проблем, в особенности депрессию.

### В видеоиграх
Персонажи-представительницы этой субкультуры стали главными героинями российской визуальной новеллы «Альтушка для скуфа».

## Стиль

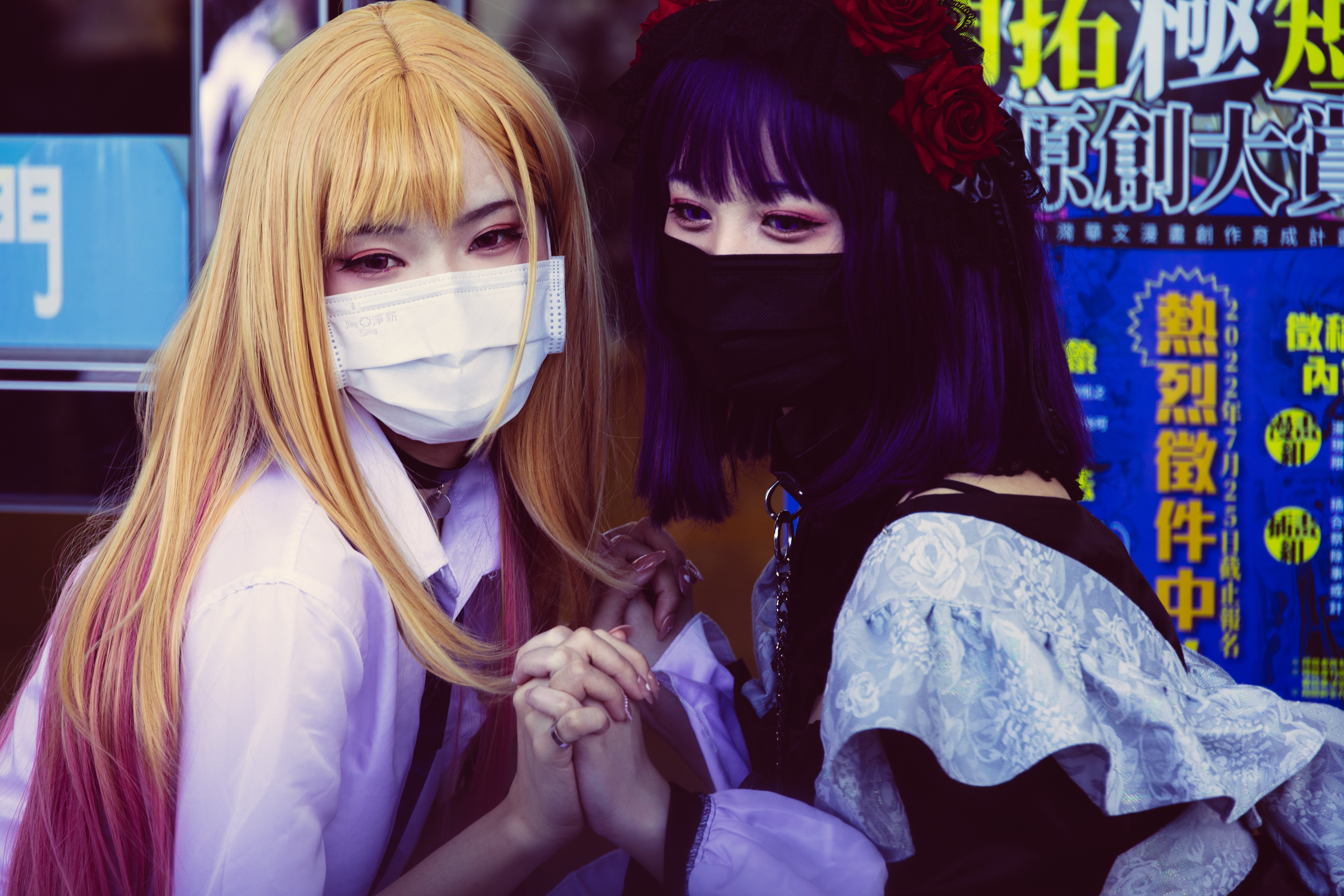
Пример альт-девушек в косплей образе Marin Kitagawa

Альтернативный стиль долгое время определял различные эпохи и возник из множества субкультур, включая готику, панк, эмо и гранж. Стиль «alt-girl» напоминает гранж 90-х и панк-культуру начала 2000-х. Насыщенная подводка для глаз, готические аксессуары и хэви-метал в значительной степени характеризуют стиль «alt-girl». Лучше всего его можно охарактеризовать как стиль эмо, инди и представителей 00-х, появившихся в эпоху интернета. Альтернативные девушки, как правило, носят много сеток, массивную обувь, мешковатые брюки, пирсинг и ярко окрашенные волосы. Некоторые альтернативные девушки демонстрируют двойную идентичность и любовь к косплею.

## Мемы
В 2024 году после выхода игры «Альтушка для скуфа» стали появляться мемы в X, в Telegram-каналах и в тематических группах во «ВКонтакте».
В англоязычном сегменте интернета аналогичный мем существовал задолго до появления понятия «alt girl», но его главная героиня называлась «goth gf» (вариант — «big tiddy goth gf»), при этом к готической субкультуре как таковой он не имел отношения — «goth gf» могли называть любую знаменитость, одетую в чёрное, или любую девушку с пирсингом и крашеными волосами.

## Влияние в обществе
Депутат Госдумы РФ Виталий Милонов заявил, что «В России не нужно вслед за движением чайлдфри запрещать «альтушек» и «скуфов». В их существовании нет ничего плохого, поэтому им нужно помочь найти друг друга. От существования такого течения и его последователей нет никакого вреда» — считает депутат.
В 2024 году слово «альтушка» стало претендентом на победу в конкурсе «Слова года» проходившего на портале «Грамота.ру». Выбор делался экспертным сообществом, в состав которого входят лингвисты, педагоги, журналисты, социологи и писатели.